# Weltjugendtag 2008

Logo des XXIII. Weltjugendtages

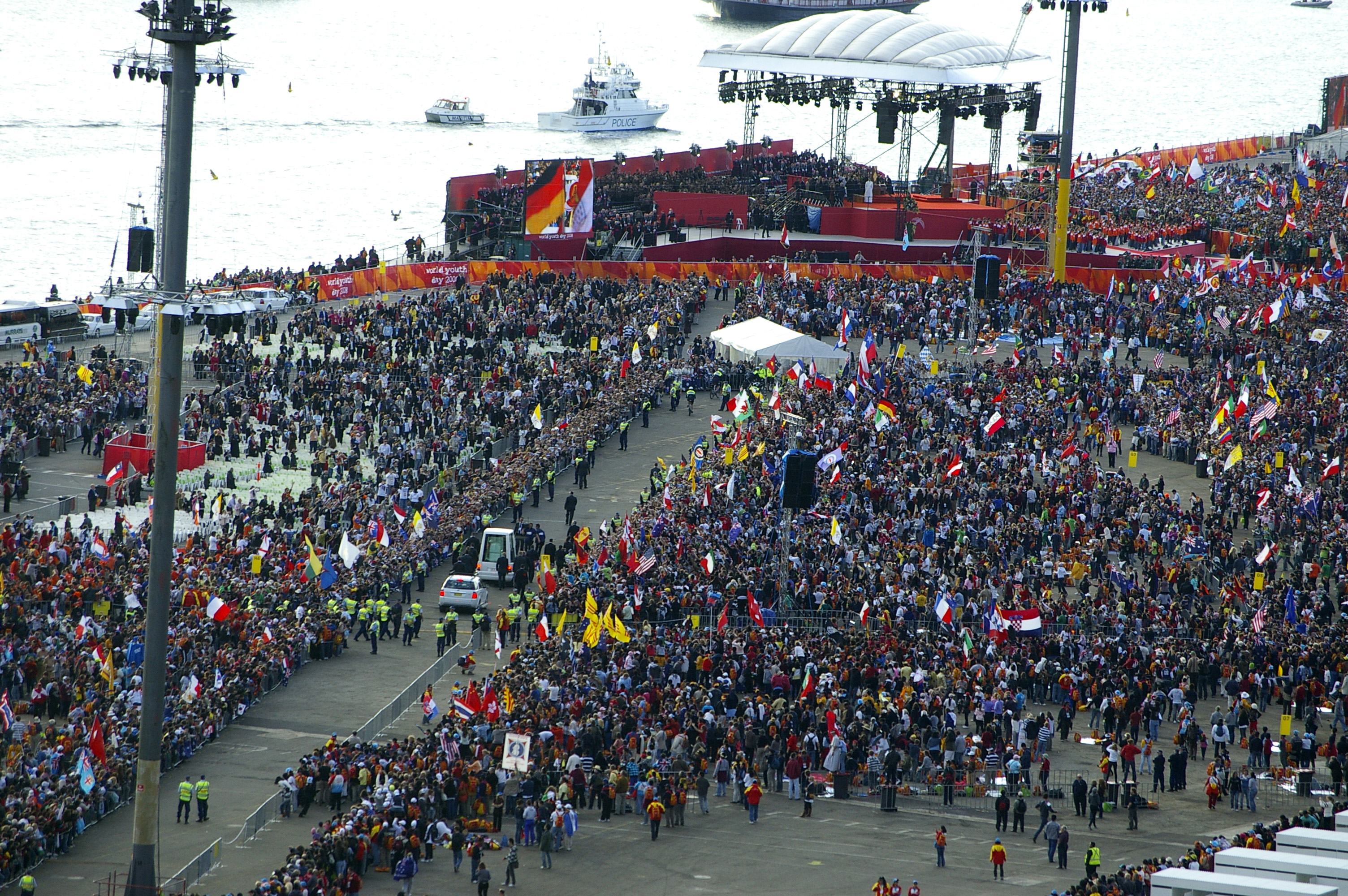
Papstankunft im Hafen von Sydney

Der XXIII. Weltjugendtag fand 2008 in der australischen Metropole Sydney vom 15. bis 20. Juli statt. Es war der erste Weltjugendtag, der in Australien stattfand und nach dem Weltjugendtag in Buenos Aires (Argentinien) 1987 erst der zweite auf der Südhalbkugel. Unter den 223.000 Dauerteilnehmern befanden sich mehr als 110.000 internationale Gäste. Angaben des Veranstalters zufolge nahmen mehr als 400.000 Pilger am Abschlussgottesdienst teil. Im Vergleich dazu nahmen am Weltjugendtag 2005 in Köln insgesamt 400.000 Pilger teil, am Abschlussgottesdienst rund 1,2 Millionen. Das Motto des Weltjugendtags lautete:
Ihr werdet die Kraft des Heiligen Geistes empfangen, der auf euch herabkommen wird; und ihr werdet meine Zeugen sein. (Apg 1,8 ).

## Bewerbung
Sydneys Erzbischof George Kardinal Pell hatte im Juli 2005 die offizielle Bewerbung Sydneys im Vatikan eingereicht. Schon bevor Sydney offiziell benannt wurde, fragte die dortige Diözese den Regisseur des Films Die Passion Christi, Mel Gibson an, zum Weltjugendtag in den Straßen von Sydney die Passion in der Form eines Kreuzweges nachzustellen. Auf diese Weise sickerte die Information bereits vor der offiziellen Vermeldung durch. Während des Abschlussgottesdienstes des XX. Weltjugendtags in Köln gab Papst Benedikt XVI. die Auswahl offiziell bekannt.

## Ablass
Zum Weltjugendtag in Sydney 2008 wurde mit Dekret des Apostolischen Pönitentiarie vom 28. Juni 2008 den Teilnehmern, die sich als Pilger in Sydney einfanden, ein vollkommener Ablass gewährt. Einen Teilablass konnten alle erlangen, die, wo immer sie sich aufhielten, für die geistlichen Ziele dieses Treffens und seinen glücklichen Ausgang beteten.

## Reise des Weltjugendtagskreuzes
Mit der Übergabe des Weltjugendtagskreuzes und der Weltjugendtags-Marienikone von deutschen an australische Jugendliche am 9. April 2006 nach der Palmsonntagsmesse auf dem Petersplatz in Rom wurde die Gastgeberrolle Sydneys für 2008 offiziell. Das Weltjugendtagskreuz reiste anschließend durch Afrika, Südostasien und Ozeanien.
Am 1. Juli 2007 erreichte es im Beisein von Regierungschef John Howard und dem Premierminister des Bundesstaates New South Wales, Morris Iemma, australischen Boden. In einer Willkommensfeier für das Weltjugendtagskreuz in Darling Harbour wurde das offizielle Weltjugendtagslied uraufgeführt. Während der verbleibenden 12 Monate reisten Kreuz und Ikone durch die 28 Diözesen Australiens.

## Programm

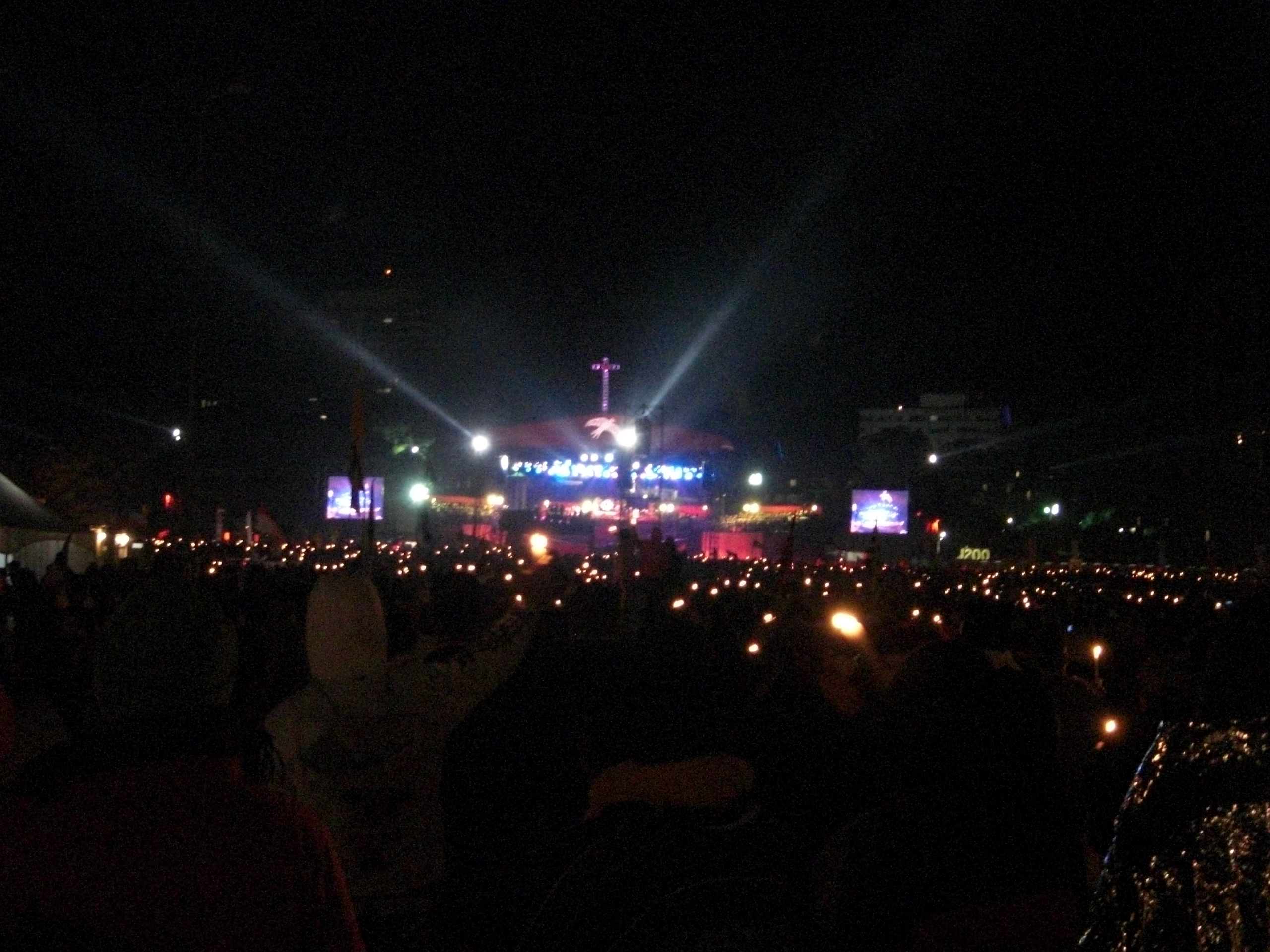
Bühne im Southern Cross Precinct während der Vigilfeier

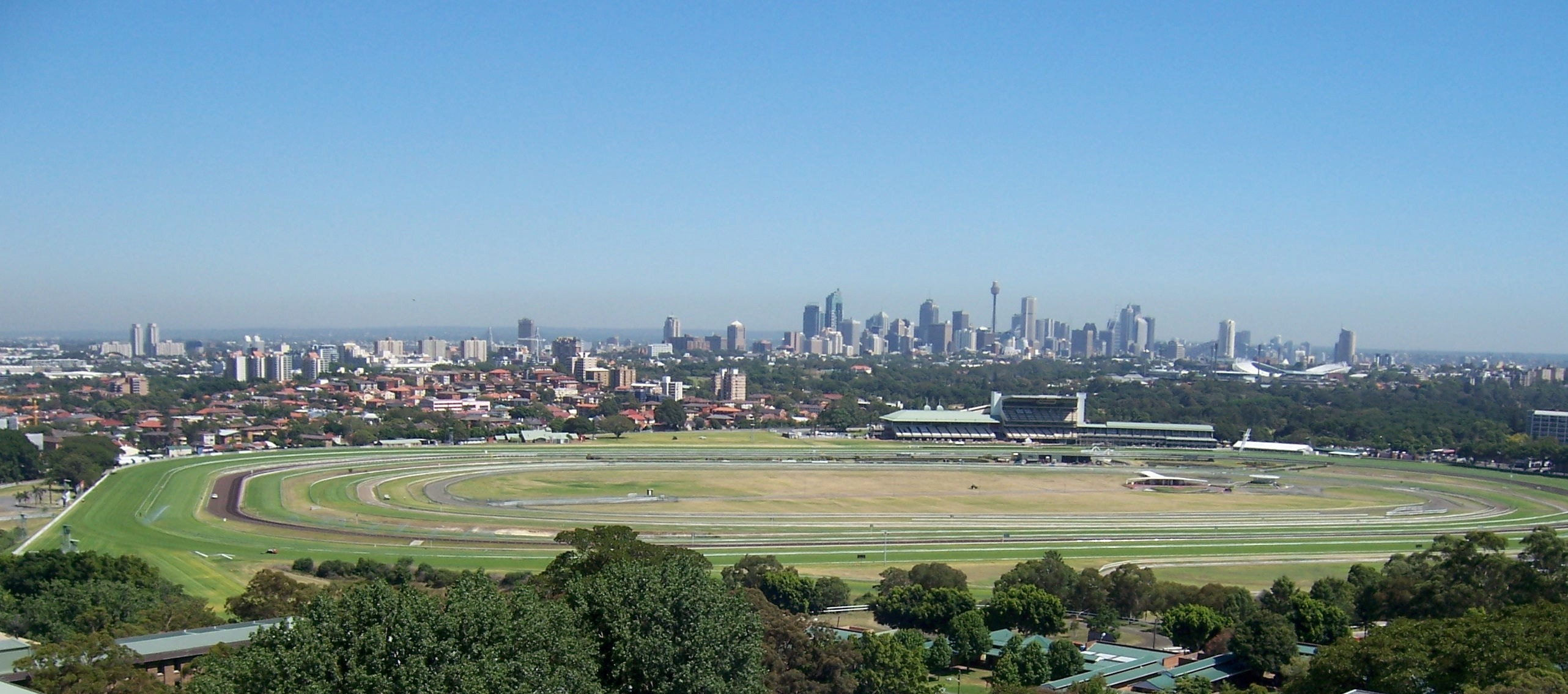
Randwick Racecourse, im Hintergrund die Skyline von Sydney

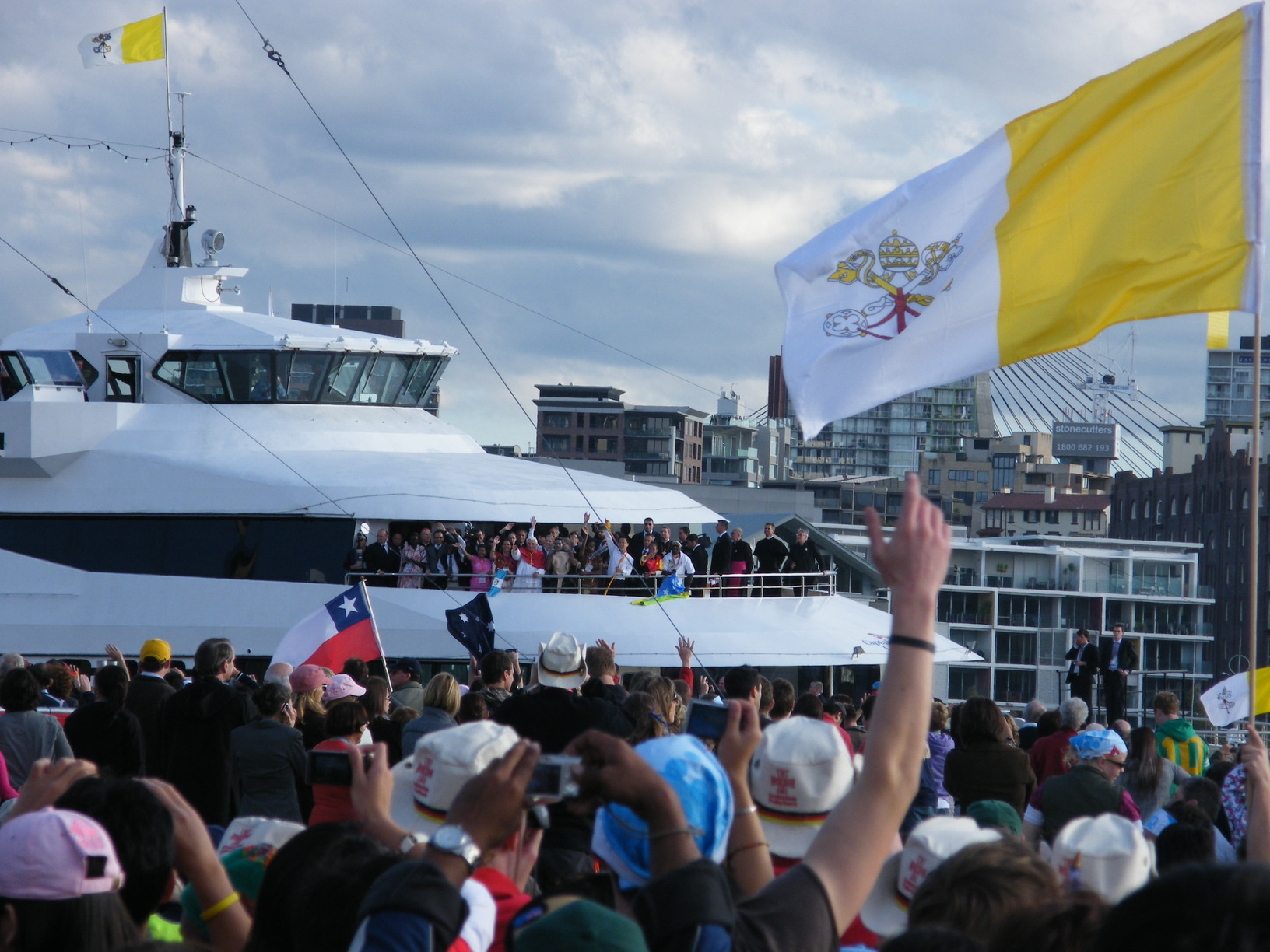
Papst Benedikt bei seiner Ankunft im Hafen von Sydney

Vom 10. bis 14. Juli fanden die Tage der Begegnung in Australien und auch in Neuseeland statt. Am 15. Juli begann dann der Weltjugendtag mit dem von Sydneys Erzbischof George Kardinal Pell und Kurienkardinal Stanisław Rylko zelebrierten Eröffnungsgottesdienst auf Barangaroo. Die Ankunft des Papstes am 17. Juli wurde mit einer Willkommensfeier im Hafen von Sydney begangen. Am 19. Juli führte ein Pilgerweg vom Schrein der einzigen australischen Seligen, Mary MacKillop, über die Sydney Harbour Bridge und vier andere Brücken über den Parramatta River zum Gelände für die Abschlussveranstaltung. Für die nächtliche Vigil und den Abschlussgottesdienst wurde die Pferderennbahn Royal Randwick Racecourse ausgewählt.
Unter 18 in Betracht gezogenen Orten innerhalb Sydneys ergab sich die beste Kombination in Bezug auf Größe des Veranstaltungsortes, ungehinderte Sichtlinien und An- und Abtransport der bis zu 600.000 erwarteten Pilger. Außerdem hat der Randwick Racecourse nachts die höchste Mindesttemperatur, ebenfalls ein wichtiger Faktor für das Übernachten im Freien im Winter.
Auf dem Randwick Racecourse konnten bis zu 300.000 Pilger übernachten und etwa 400.000 konnten die Abschlussmesse in direkter Sichtlinie auf den Altar verfolgen. Weitere 200.000 konnten die Messe auf großen Videowänden im benachbarten Centennial Park verfolgen.
Der Randwick Racecourse war bereits früher Veranstaltungsstätte für Großereignisse. So spielten hier 1973 die Rolling Stones. 1970 sowie 1986 und 1995 wurden hier Papstmessen mit den Päpsten Paul VI. und Johannes Paul II. gefeiert. Im Rahmen der Papstmesse 1995 wurde Mary MacKillop seliggesprochen. Papst Benedikt XVI. setzte die Tradition von Papstmessen auf dem Randwick Racecourse fort, der zusammen mit dem Centennial Park jetzt Southern Cross Precinct (nach dem Kreuz des Südens) heißt. Nach Angaben des Veranstalters nahmen an der Abschlussmesse zwischen 400.000 und 500.000 Personen teil.

## Papstbesuch
Anlässlich des Weltjugendtages besuchte Papst Benedikt XVI. eine Woche lang das Land und die Stadt Sydney. Für den Papst war es sein erster Besuch in Australien und für Australien der erste Besuch eines Papstes seit 13 Jahren. Nach seiner Ankunft am Sonntag, den 13. Juli 2008, erholte sich der 81-jährige im Studienzentrum Kenthurst, einer Einrichtung des Opus Dei, und besuchte am Mittwoch den dazugehörigen Zoo. Am Donnerstag wurde Benedikt XVI. mit militärischen Ehren im Garten des Gouvernement House begrüßt und fuhr dann auf einem Schiff durch die Bucht von Sydney, um die Pilger zu grüßen. In seiner Ansprache forderte der Papst die Jugendlichen auf, zu ihrem Glauben zu stehen, und warnte vor dem ungezügelten Verbrauch von natürlichen Ressourcen. Nachdem kurz zuvor Fälle von Kindesmisshandlungen durch Priester in Australien bekannt geworden waren, wollte der Papst auch dieses Thema auf seiner Australienreise ansprechen. Er beendete das Jugendtreffen mit der Abschlussmesse am 20. Juli auf der Pferderennbahn von Sydney.

## Weltjugendtagslied
Das offizielle Lied zum Weltjugendtag heißt Receive the Power („Empfangt die Kraft“) und wird von Guy Sebastian, dem ersten Australian-Idol-Gewinner, gesungen.  Sebastian schrieb das Lied zusammen mit Gary Pinto. Das Lied wurde in Zusammenarbeit mit Sony BMG produziert. In der internationalen Version wird jeweils eine Strophe auf Italienisch und Spanisch und die Bridge auf Französisch gesungen, der Refrain auf Englisch.

## Messbuch
Das eigene Missale und Sakramentar für den Papstbesuch beim Weltjugendtag 2008 wurde vom Vatikan auf seiner Webseite als PDF-Dokument publiziert.